# Всеобщие выборы в Аргентине (2023)
Всеобщие выборы 2023 года в Аргентине прошли в два тура 22 октября и 19 ноября. На них были избраны президент, вице-президент, члены национального конгресса и губернаторы большинства провинций. Так как ни один из кандидатов не набрал 45 % на первичных выборах, согласно правилам конституционной реформы 1994 года, был объявлен второй тур. Во втором туре Хавьер Милей из альянса «Свобода наступает» победил Серхио Масса от коалиции «Союз ради Родины».
Помимо избрания президента и вице-президента, были избраны 130 депутатов и 24 сенатора.
Действующий президент Альберто Фернандес имел право баллотироваться на новый 4-летний срок в соответствии со статьёй 90 Конституции, однако 21 апреля 2023 года он официально заявил, что не будет выдвигать свою кандидатуру на переизбрание, а также действующий вице-президент Кристина Фернандес де Киршнер не претендовала на переизбрание.
Выйдя во второй тур, Серхио Масса из правящей коалиции «Союз ради Родины» неожиданно занял первое место, набрав 36 % голосов, против Хавьера Милея из коалиции «Свобода наступает», который занял второе место с 30 % голосов. Победа Массы в первом туре была воспринята как неудача из-за сильной инфляции, которая наблюдалась во время пребывания Массы на посту министра экономики, а также из-за лидерства Милея в опросах до этого момента.
Во втором туре Милей победил Массу, набрав 55,7 % голосов, что является самым высоким процентом голосов с момента перехода Аргентины к демократии. В результате неожиданного изменения результатов первого тура Милей опередил опросы общественного мнения, которые предсказывали гораздо более близкую гонку. Масса признал поражение незадолго до того, как были опубликованы официальные результаты. Милей должен быть приведён к присяге в качестве следующего президента Аргентины 10 декабря 2023 года.
Эти выборы проходили в неопределённости, возникшей после экономического кризиса, начавшегося в 2018 году во время президентства Маурисио Макри и углубившегося после президентства Альберто Фернандеса с сильным инфляционным фоном. Перед и во время выборов фиксировались темпы инфляции, превышающие 10 % в месяц, что является самым высоким показателем с 1991 года. К этому следует добавить политический кризис 2022 года, который вызвал нестабильность в исполнительной власти с отставкой высокопоставленных чиновников. Это также знаменует возвращение лозунга «Пусть все уйдут», использовавшегося во время протестов во время кризиса 2001 года, и новизну появления «постороннего» политика Хавьера Милея.

## Результаты

### Президент
| Кандидат                    | Кандидат                    | Коалиция                    | Первый тур | Первый тур | Второй тур | Второй тур |
| Кандидат                    | Кандидат                    | Коалиция                    | Голосов    | %          | Голосов    | %          |
| --------------------------- | --------------------------- | --------------------------- | ---------- | ---------- | ---------- | ---------- |
|                             | Серхио Масса                | Союз ради Родины            | 9 853 492  | 36,78      | 11 516 142 | 44,31      |
|                             | Хавьер Милей                | Свобода наступает           | 8 034 990  | 29,99      | 14 476 462 | 55,68      |
|                             | Патрисия Буллрич            | Вместе за перемены          | 6 379 023  | 23,81      |            |            |
|                             | Хуан Скьяретти              | Делаем для нашей страны     | 1 802 068  | 6,73       |            |            |
|                             | Мириам Брегман              | Рабочий левый фронт         | 722 061    | 2,70       |            |            |
| Всего                       | Всего                       | Всего                       | 26 791 634 | 100,00     | 25 992 604 | 100,00     |
| Действительных бюллетеней   | Действительных бюллетеней   | Действительных бюллетеней   | 26 791 634 | 96,86      | 25 992 604 | 96,76      |
| Недействительных бюллетеней | Недействительных бюллетеней | Недействительных бюллетеней | 451 486    | 1,63       | 453 127    | 1,69       |
| Пустых бюллетеней           | Пустых бюллетеней           | Пустых бюллетеней           | 415 737    | 1,50       | 417 515    | 1,55       |
| Всего бюллетеней            | Всего бюллетеней            | Всего бюллетеней            | 27 658 857 | 100,00     | 26 863 246 | 100,00     |
| Явка избирателей            | Явка избирателей            | Явка избирателей            | 35 854 122 | 77,14      | 35 193 985 | 76,33      |
| Источник:                   |                             |                             |            |            |            |            |